# Zaamslagveer
Zaamslagveer est un hameau appartenant à la commune néerlandaise de Terneuzen, situé dans la province de la Zélande, en Flandre zélandaise. En 2005, le hameau comptait 120 habitants.